# Butão nos Jogos Olímpicos de Verão de 1992
Butão competiu nos Jogos Olímpicos de Verão de 1992 em Barcelona, Espanha.

## Resultados por Evento

### Tiro com arco
Em sua terceira participação no Tiro com arco, Butão enviou 3 homens e 3 mulheres. Entre os homens, o último colocado foi do país, enquanto as duas últimas do feminino também. Ambas as equipes terminaram na última colocação, e nenhum atleta do país se classificou para a fase seguinte.
Competição individual masculina
- Jubzhang Jubzhang - fase de classificação → 63º lugar
- Karma Tenzin - fase de classificação → 71º lugar
- Pema Tshering - fase de classificação → 75º lugar

Competição por equipes masculina
- Jubzhang, Tenzin e Tshering - fase de classificação → 20º lugar

Competição individual feminina
- Karma Tshomo - fase de classificação → 58º lugar
- Pem Tshering - fase de classificação → 60º lugar
- Namgyal Lhamu - fase de classificação → 61º lugar

Competição por equipes feminina
- Tshomo, Tshering e Lhamu - fase de classificação → 17º lugar